# Filemon S'papen
Karel Lodewijk S'papen, met kloosternaam Philemon (Antwerpen, 20 september 1863 - Bierbeek, 24 december 1945) was de zesde generaal overste van de Broeders van Liefde.

## Levensloop
Hij was de zoon van Jozef S'papen, die natiebaas was, en van Hendrika Laurent. Hij volgde zijn lager onderwijs in een school van de Broeders van Liefde. Toen hij veertien werd, vervolgde hij zijn studies voor onderwijzer aan het juvenaat van de Broeders in Gent. Toen hij zeventien werd, gaf hij voor het eerst les. 
Hij trad in bij de Broeders van Liefde in september 1880 en sprak zijn eeuwige geloften uit op 24 september 1883.
Hij was in die periode als onderwijzer actief in Mol, Manage, Brugge, Oostende, Gent en Sint-Truiden. In 1897 werd hij inspecteur van de scholen van de Broeders van Liefde. Hij kreeg de reputatie een streng controleur te zijn. In 1900 werd hij verkozen tot generaal raadslid en kreeg hij als bijkomende taak alle zakelijke aspecten met betrekking tot het onderwijs te behartigen.
In 1905 werd hij provinciaal van de Noord-Amerikaanse Sint-Annaprovincie. Hij was er zeven jaar actief, bouwde er de congregatie verder uit en verbeterde het onderwijs. In 1912 keerde hij terug naar Gent, waar hij aan de slag ging als assistent van vader Amedeus Stockmans. Ook werd hij opnieuw actief als inspecteur. In 1920 ging hij in Montreal (Canada) de plots overleden provinciaal van de Sint-Annaprovincie tijdelijk vervangen. Na zijn terugkeer naar Europa nam hij meer en meer taken van de oude vader Amedeus over. Hij kende de congregatie dan ook al zeer goed toen hij in december 1922 verkozen werd tot nieuwe generale overste.

## Generale overste
Net als vader Amedeus besteedde vader Philemon veel aandacht aan het religieuze leven van de broeders. Ook stond hij de broeders wat meer comfort toe en zette hij zich in voor de rekrutering van nieuwe leden. Verder kregen ook de vorming van de broeders en de modernisering van de infrastructuur veel aandacht en werd de missiewerking verder uitgebouwd.
De Tweede Wereldoorlog zorgde, net zoals de Eerste, voor heel wat moeilijkheden. Kort na het einde van de oorlog, op 24 december 1945, overleed vader Philemon. Tijdens zijn bewind was het aantal leden van de congregatie met een derde toegenomen en waren de activiteiten bijna verdubbeld (10 nieuwe huizen in België en 25 in het buitenland).